# Schlangenfichte von Großmeinfeld
Koordinaten: 49° 34′ 1″ N, 11° 31′ 29″ O

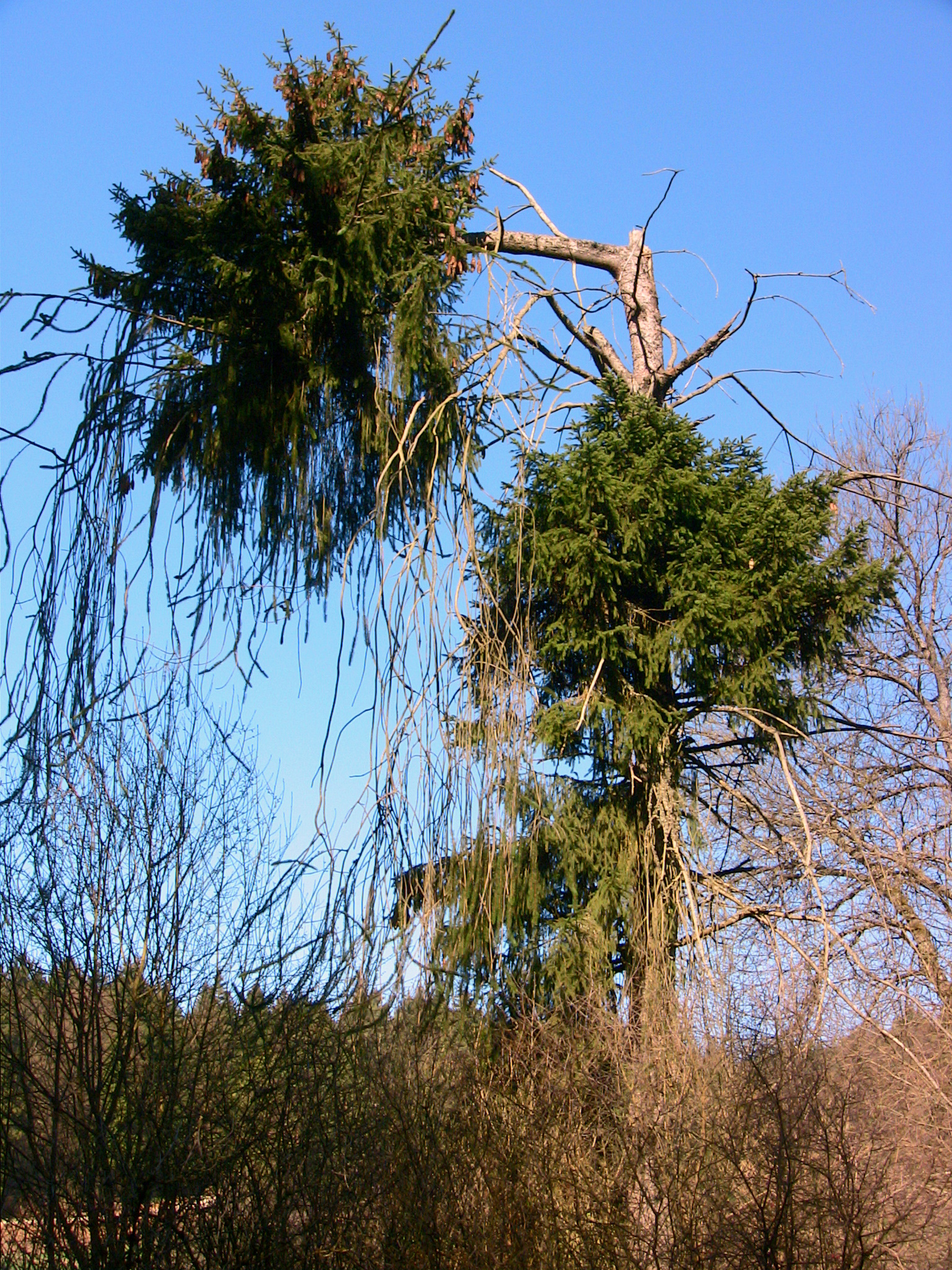
Schlangenfichte von Großmeinfeld

Die Schlangenfichte von Großmeinfeld ist ein Nadelbaum mit lang herunterhängenden Ästen, der bei Großmeinfeld (Gemeinde Hartenstein) in Mittelfranken steht. Insgesamt stehen dort auf engstem Raum drei Schlangenfichten.
Über die Entstehung der Schlangenfichte (Picea abies Virgata) streiten sich die Gelehrten. Einige vertreten die Meinung, dass es sich um eine Mutation handelt, andere vermuten eine sehr alte Baumart. Es ist ein Nadelbaum mit spärlich mit Nadeln bestückten, lang herunterhängenden Ästen. Vermutet wird auch, dass es ein Überbleibsel der Eiszeit ist. Das Alter des Baumes ist nicht bekannt.
Durch einen Sturm wurde der Baum stark geschädigt. In einer Entfernung von 50 Metern in östlicher Richtung gibt es eine weitere stattliche und intakte Schlangenfichte.
Eine weitere, neu nachwachsende und bereits etwa einen Meter hohe (Stand: August 2012) wurde zu ihrem Schutz eingezäunt.
Zu finden ist das ehemalige Naturdenkmal auf dem Wanderweg mit dem Kennzeichen Grünpunkt zwischen Hirschbach und Hartenstein.